# Stadeln (Fürth)
Stadeln (fränkisch: Schdodling) ist ein Gemeindeteil der kreisfreien Stadt Fürth im bayerischen Regierungsbezirk Mittelfranken. Die Gemarkung Stadeln hat eine Fläche von 6,356 km². Sie ist in 3586 Flurstücke aufgeteilt, die eine durchschnittliche Flurstücksfläche von 1772,33 m² haben. In ihr liegt neben dem namensgebenden Ort der Gemeindeteil Mannhof.

## Geografie
Der Ort liegt vier Kilometer nördlich des historischen Fürther Stadtkernes direkt unter der Einflugschneise des Nürnberger Flughafens. Östlich fließt der Bucher Landgraben und westlich verläuft das Tal der dort frei mäandernden Regnitz.
Östlich von Stadeln verläuft die Bundesautobahn 73 (Frankenschnellweg). Die Staatsstraße 2242 verläuft nach Ronhof (2,5 km südöstlich) bzw. nach Mannhof (1,3 km nördlich). Die Kreisstraße FÜs 5 verläuft zur FÜs 1 bei Vach (0,8 km westlich) bzw. nach Herbolshof (1,4 km nordöstlich). Gemeindeverbindungsstraßen führen östlich nach Steinach (1,1 km östlich) und nach Kronach (1,9 km südöstlich).

## Geschichte
Der Ort wurde im 1239 erstmals urkundlich erwähnt, als der Würzburger Bischof Hermann I. der Deutschordenskommende Nürnberg Güter in „Stadelen“ übertrug. Der Ortsname leitet sich vom althochdeutschen Wort „stadal“ (=Feldscheune) ab.
Gegen Ende des 18. Jahrhunderts gab es in Stadeln 24 Anwesen (4 Halbhöfe, 7 Viertelhöfe, 8 Gütlein, 1 Wirtshaus, 1 Schenkstatt, 2 Häuser, 1 Fischhäuslein). Das Hochgericht übte das brandenburg-ansbachische Stadtvogteiamt Langenzenn aus. Das bambergische Dompropsteiamt Fürth war Grundherr sämtlicher Anwesen.
Von 1797 bis 1808 unterstand der Ort dem Justiz- und Kammeramt Cadolzburg. 1806 kam Stadeln zum Königreich Bayern. Im Rahmen des Gemeindeedikts wurde 1808 der Steuerdistrikt Stadeln gebildet, zu der Königsmühle und Mannhof gehörten. Im selben Jahr entstand die Ruralgemeinde Stadeln, die deckungsgleich mit dem Steuerdistrikt war. Sie war in Verwaltung und Gerichtsbarkeit dem Landgericht Nürnberg zugeordnet und in der Finanzverwaltung dem Rentamt Fürth (1919 in Finanzamt Fürth umbenannt). Ab 1862 gehörte Stadeln zum Bezirksamt Fürth (1939 in Landkreis Fürth umbenannt) und zum Landgericht Fürth (1879 in Amtsgericht Fürth umbenannt). Zwischen 1875 und 1885 wurde auf dem Gemeindegebiet der Ort Vach Bahnhof gegründet. Die Gemeinde Stadeln hatte 1961 eine Gebietsfläche von 6,427 km².
Stadeln wurde im Zuge der Gebietsreform in Bayern am 1. Juli 1972 ein Gemeindeteil der Stadt Fürth.

### Baudenkmäler
- Fischerberg 1: Ehemaliges Gemeindehaus
- Paul-Gerhard-Str. 2: Evang.-luth. Christuskirche
- Romminggasse 9: Wohnstallhaus
- Romminggasse 17a: Nebengebäude
- Stadelner Hauptstr. 71, 73: Wohnstallhaus
- Stadelner Hauptstr. 79: Gasthaus Kalb
- Steinkreuz in Stadeln

### Einwohnerentwicklung
Gemeinde Stadeln
| Jahr      | 1818   | 1840   | 1852   | 1855   | 1861   | 1867   | 1871   | 1875   | 1880   | 1885   | 1890   | 1895   | 1900   | 1905   | 1910   | 1919   | 1925   | 1933   | 1939   | 1946   | 1950   | 1952   | 1961   | 1970   |
| Einwohner | 573    | 525    | 553    | 506    | 463    | 527    | 455    | 551    | 487    | 502    | 459    | 458    | 533    | 572    | 671    | 738    | 828    | 998    | 1291   | 2124   | 2462   | 2755   | 4566   | 6128   |
| Häuser    | 68     | 73     |        |        |        |        | 79     |        |        | 83     | 85     |        | 92     |        |        |        | 117    |        |        |        | 283    |        | 711    |        |
| Quelle    | [ 14 ] | [ 15 ] | [ 16 ] | [ 16 ] | [ 17 ] | [ 18 ] | [ 19 ] | [ 20 ] | [ 21 ] | [ 22 ] | [ 23 ] | [ 16 ] | [ 24 ] | [ 16 ] | [ 25 ] | [ 16 ] | [ 26 ] | [ 16 ] | [ 16 ] | [ 16 ] | [ 27 ] | [ 16 ] | [ 11 ] | [ 28 ] |

Ort Stadeln
| Jahr      | 001818 | 001840 | 001861 | 001871 | 001885 | 001900 | 001925 | 001950 | 001961 | 001970 | 001987 |
| Einwohner | 446    | 390    | 330    | 329    | 354    | 363    | 628    | 2040   | 3930   | 5604   | 5770   |
| Häuser    | 48     | 53     |        |        | 59     | 63     | 91     | 239    | 612    |        | 1296   |
| Quelle    | [ 14 ] | [ 15 ] | [ 17 ] | [ 19 ] | [ 22 ] | [ 24 ] | [ 26 ] | [ 27 ] | [ 11 ] | [ 28 ] | [ 1 ]  |

## Religion
Nachdem Stadeln seit dem Mittelalter zur Fürther Pfarrei St. Michael gehörte, wurde im Oktober 1927 die erste eigene Kirche gebaut. Es war eine alte, hölzerne Fliegerbaracke aus dem naheliegenden, nach dem Ersten Weltkrieg geschlossenen Fliegerhorst Atzenhof, die in Stadeln bis zum Neubau der Christuskirche (Einweihung am 26. Oktober 1958) benutzt wurde. Die Predigtstelle wurde von St. Michael betreut und der Gottesdienst fand bis 1952 alle zwei Wochen statt. Im September 1959 erhielt Stadeln eine evangelische Pfarrstelle mit dem ersten Pfarrer Theodor Vogel. Im Ortskern findet sich die evangelisch-lutherische Christuskirche und die katholische Dreifaltigkeitskirche. Beide Kirchen entstanden erst nach dem Zweiten Weltkrieg. Aufgrund der Ansiedlung von Flüchtlingen und Heimatvertriebenen stieg die Bevölkerungszahl von ca. 500 auf rund 3.000 Menschen (heute sind es ca. 6.000). Dies machte die Errichtung von eigenen Kirchengemeinden und entsprechenden Örtlichkeiten notwendig. 1958 wurde die Christuskirche errichtet. Die katholische Kirche wurde im Jahre 1974 eingeweiht. Beide Pfarreien pflegen eine lebendige Ökumene.
In Stadeln leben viele griechische Mitbürger. In der Grundschule gab es sogar eine eigene griechische Klasse. Die Gläubigen der griechisch-orthodoxen Kirche feiern unregelmäßig Gottesdienste in der katholischen Dreifaltigkeitskirche.

## Feste und Brauchtum
Die Stadelner Kirchweih (Kärwa) findet jährlich am letzten Augustwochenende statt. Die Kärwaburschen ziehen gemeinsam mit der Kärwajugend Freitag Nachmittag durch die Straßen Stadelns und stellen anschließend den Kinder-Kärwabaum auf. Samstags wird der große Kärwabaum von den Kärwaburschen aufgestellt. Am Sonntag findet ein ökumenischer Gottesdienst im Festzelt statt. Sonntag Nachmittag zieht der große Festzug Stadelner Vereine durch Stadeln. Montag morgen findet der traditionelle Frühschoppen im Festzelt statt, woraufhin am späten Nachmittag der Betzentanz der Kärwaburschen und Madli folgt. Beendet wird die Kärwa mit dem Senioren-Nachmittag und der am Abend stattfindenden Kärwabeerdigung.
In Stadeln befindet sich an der Regnitz ein altes Wasserrad, das früher zur Bewässerung der anliegenden Felder diente und heute jedes Jahr zur Sommersaison wieder errichtet wird. Ihm zu Ehren gibt es jedes Jahr ein großes Wasserradfest in Stadeln.

## Verkehr
Der nächstgelegene Eisenbahnhaltepunkt befindet sich an der Bahnstrecke Nürnberg–Bamberg und ist nach der vormaligen Nachbargemeinde Vach benannt, die damals das Grundstück zur Verfügung stellte. Der Stadtteil ist im VGN mit den Buslinien 173 (10-Minuten-Takt), 174 (10-Minuten-Takt) und der S-Bahn-Linie S1 (20-Minuten-Takt) an die Fürther Innenstadt angebunden.

## Wappen

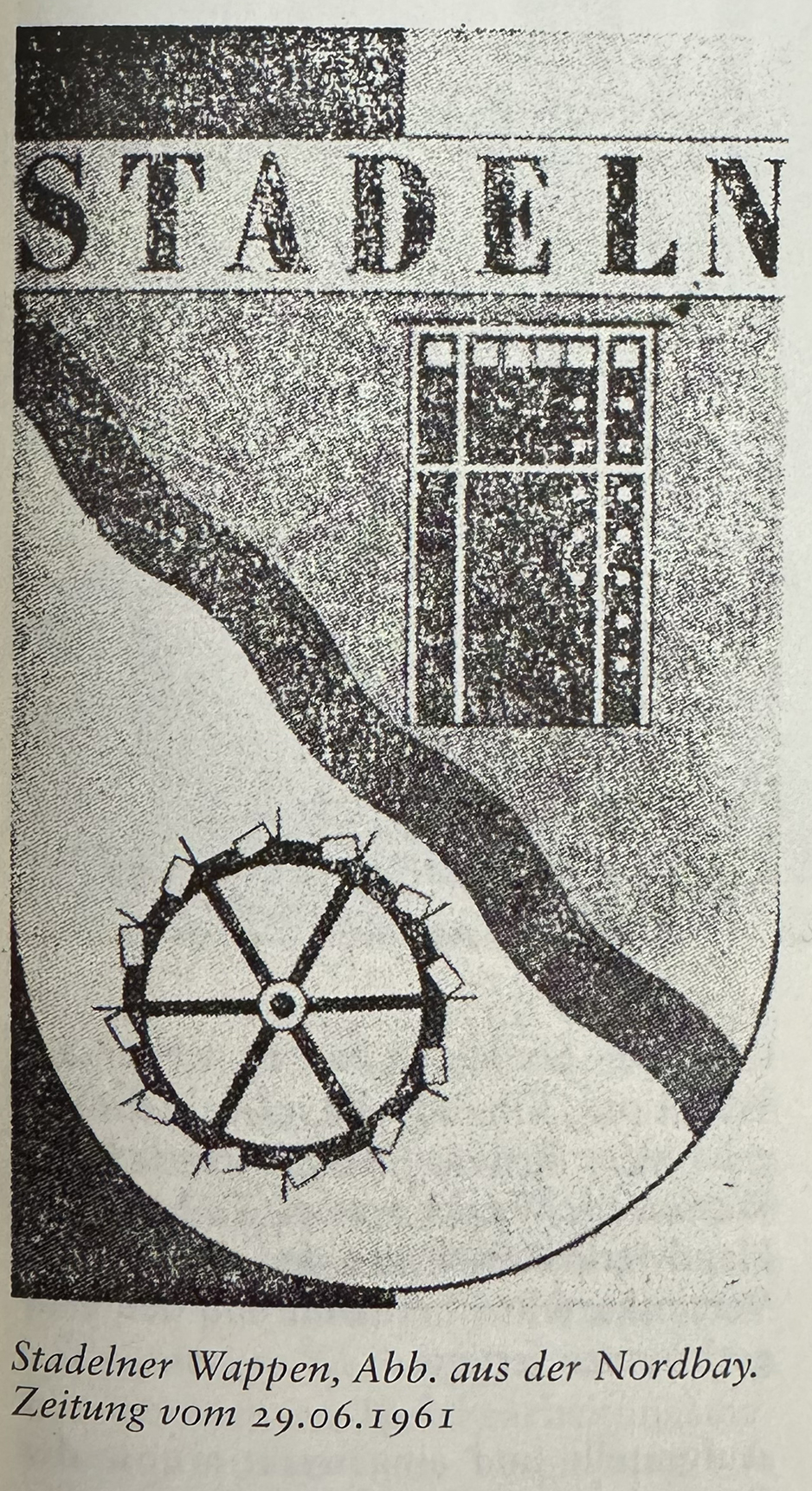
Ehemaliges Wappen der Gemeinde Stadeln, 1961 von Paul Linhard entworfen.

Stadeln ist eine von zwei ehemaligen Fürther Gemeinden mit einem eigenen Wappen. Das ursprüngliche Wappen der Gemeinde Stadeln wurde vom Stadelner Grafiker Paul Linhard entworfen und wurde 1961 vom Stadelner Gemeinderat zum offiziellen Wappen der Gemeinde gewählt. Es zierte in der unteren linken Hälfte ein Schöpfrad und in der oberen rechten Hälfte ein Wasserturm. Getrennt wurden die beiden Elemente von einer welligen Trennlinie, welche die Regnitz symbolisiert. 
Hintergrund des Entwurfs waren die entlang der Regnitz stehenden Schöpfräder, die den Wiesengrund prägten. Das neuzeitliche Wahrzeichen der Gemeinde ist mit dem Wasserturm demonstriert.

Wappen des Ortsteils Stadeln, wie es von einigen Vereinen, wie dem Vereinskartell Stadeln und dem Stadelner Kärwaverein genutzt wird.

Später wurde das Wappen modernisiert und zeigt, wie es heute noch von den Stadelner Vereinen genutzt wird, das Wasserrad im Mittelpunkt mit der, von oben links nach unten rechts verlaufenden, Regnitz.